# Віїшоара-Міке
Віїшоара-Міке (рум. Viișoara Mică) — село у повіті Ботошані в Румунії. Входить до складу комуни Віїшоара.
Село розташоване на відстані 416 км на північ від Бухареста, 46 км на північ від Ботошань, 126 км на північний захід від Ясс.

## Населення
За даними перепису населення 2002 року у селі проживали 614 осіб, усі — румуни. Усі жителі села рідною мовою назвали румунську.